# Nutzlastspezialist
Ein Nutzlastspezialist (englisch: Payload Specialist) war ein Beteiligter einer Raumfahrt, der mit der beförderten Nutzlast vertraut war und umgehen konnte. Meist waren dies Satelliten oder Vorrichtungen für Experimente. Im Gegensatz zum Missionsspezialisten war sein Spezialgebiet nicht die Raumfahrt, sondern eben das jeweilige der Nutzlast. Der Begriff wird heute, einer von der NASA eingeführten Sprachregelung folgend, nicht mehr verwendet.

## Herkunft des Begriffs
Das Wort ist die direkte Übersetzung der englischen Bezeichnung Payload Specialist aus der Umgangssprache der NASA, mit dem entsprechenden Gegenstück Mission Specialist, das ebenso wörtlich übersetzt im Deutschen als Missionsspezialist gebraucht wird. Bei der NASA wurden auch Raumfahrer als Payload Specialist bezeichnet, die weder primär wegen eines Spezialwissens um eine bestimmte Nutzlast mitgenommen wurden noch Missionsspezialisten waren, wie etwa Christa McAuliffe im Rahmen des Teacher-in-Space-Programms oder der zur Flugzeit 77-jährige Senator John Glenn. Ende der 1990er Jahre wurde die Bezeichnung dann nur noch für Missionsteilnehmer verwendet, die keine technische Aufgabe an Bord hatten. Der Begriff diente nur noch als Euphemismus für Teilnehmer, die aus politischen Gründen ins All befördert wurden.

## Heutige Verwendung
Nach dem Absturz der Columbia während der Mission STS-107 im Jahr 2003 beschloss die NASA, keine Nutzlastspezialisten im Sinne der späteren Verwendung des Worts (siehe oben) mehr im Rahmen ihres laufenden Programms mitzunehmen. Payload Specialist wird dort deshalb nur noch mit Bezug auf Missionen bis STS-107 gebraucht. Auch im Umfeld der ESA wird die Bezeichnung nur für die Funktion von Mitgliedern von Missionen bis 2003 verwendet, obwohl gerade die Flüge zur Internationalen Raumstation hauptsächlich dazu dienen, Personal für Experimente in das Raumlabor zu bringen. Der Sprachregelung der NASA folgend heißen auch bei der ESA alle Teilnehmer einer Mission nach 2003 bis auf Pilot und Kommandant immer Missionsspezialist, unabhängig von ihren Aufgaben.